# Прапор Північної Осетії
Прапор Республіки Північна Осетія — Аланія є державним символом Республіки Північна Осетія — Аланія. Прийнятий Парламентом Республіки 24 листопада 1994 року. 

## Опис
Державний прапор Республіки Північна Осетія — Аланія є полотнищем прямокутної форми, що складається з розташованих горизонтально в послідовності зверху вниз трьох смуг білого, червоного і жовтого кольорів шириною в одну третину ширини прапора кожна.
- Відношення ширини прапора до його довжини — 1:2.